# Chrysochloroma fuscimargo
Chrysochloroma fuscimargo är en fjärilsart som beskrevs av W. Warren 1912. Chrysochloroma fuscimargo ingår i släktet Chrysochloroma och familjen mätare. Inga underarter finns listade i Catalogue of Life.